# エルンスト・クルシェネク
エルンスト・クルシェネク（Ernst Krenek,　Ernst Křenek 1900年8月23日 - 1991年12月22日）は、ドイツやアメリカ合衆国で活躍したオーストリア出身の作曲家。

## 出自
ウィーン出身。姓の“r”にハーチェクを付けた表記（Křenek）でも知られるように、数世代にわたるチェコ系の家庭に生れたが、生れた時に実家の母語はすでにドイツ語になっていた。このため作曲者自身は、Křenekという表記を斥け、Krenekという綴りとドイツ語風の「クレ（ー）ネク」という発音をよしとし、自分自身もそう発音していた。しかしながら日本では、「クシェ（ー）ネク」「クジェーネク」「クルシェネク」とするチェコ語風の表記が普及している。

## 生涯
ウィーン音楽アカデミーにフランツ・シュレーカーに作曲を師事。第一次世界大戦中にオーストリア帝国軍に徴兵されるが、音楽の研究を続けることを許され、ウィーンにとどまり続けた。戦後にシュレーカーがベルリン高等音楽学校の校長に抜擢されると、アロイス・ハーバらとともに恩師を追ってワイマール共和国に移り、当地でフェルッチョ・ブゾーニやヘルマン・シェルヘンの知遇を得た。卒業後はドイツ各地の歌劇場で指揮者として活躍する（1960年代に自作を指揮した録音は、現在EMIよりCDに復刻されている）。
1922年に美術家アンナ・マーラーと出会い、その母アルマ・マーラーより、マーラーの遺稿《交響曲 第10番》を完成させるように打診されるが、第1楽章と第3楽章の校正・改訂を行なっただけで、それより先には進まなかった。1924年にアンナと結婚するも、1年たらずで破局を迎えた。なお、1922年には友人のエドゥアルト・エルトマンの要望に応じてシューベルトの未完の《ピアノソナタ第15番》を補筆している。
ナチス政権が発足すると、クルシェネク作品はドイツで上演禁止とされ、オーストリア共和国でもナチスの影響に干渉された。そのような中でクルシェネクはエンゲルベルト・ドルフース率いる祖国戦線に加入し、ドルフース政権の熱心な支持者となる。
1938年にアメリカ合衆国に逃れ、音楽教師として活動を開始、1939年から1942年までニューヨーク州のヴァッサー大学で、1942年から1947年までミネソタ州セント・ポールのハムリン大学で教鞭を執った。1945年に合衆国市民権を取得しアメリカに帰化。その後も教育界・作曲界で第一線に立ち、門下に作曲家・音楽学者のジョージ・パールやロバート・エリクソンらを擁する。カリフォルニア州パームスプリングスにて永眠。ウィーン中央墓地に埋葬されている。
ウィーン市は1985年に名誉市民であるクルシェネクの85歳を記念して「エルンスト・クルシェネク賞」を開始し、2年に1回優れた作曲家や音楽学者に賞を授与している。これはもともと新人のために自ら手渡していた賞が前身であるが、現在は違う。

## 作風と作品
クルシェネクの作品は、多種多彩である。初期作品は、恩師シュレーカーの影響下に後期ロマン主義音楽の伝統にのっとっている。その後はバルトークや新ウィーン楽派に影響され、無調による作曲に取り組むが、パリを訪れストラヴィンスキーやフランス六人組と親交を結んだことから、新古典主義音楽やジャズの音楽様式に影響され始める。
ジャズに影響された1926年の歌劇《ジョニーは演奏する  (Jonny spielt auf) 》が、ソ連邦を含むヨーロッパ各地で演奏されると、たちまちクルシェネクは1920年代の寵児となった。この作品はナチスによって指弾されたにもかかわらず、その名がオーストリアのタバコの銘柄「ジョニー」にも採用されたほどの人気であった。
1930年代はオーストリアに帰国するとともに、シューベルトの影響下にロマン主義音楽の伝統に復帰、連作歌曲集《オーストリア・アルプスからの旅日記 (Reisebuch aus den österreichischen Alpen)》（1929年）は、この時期の新ロマン主義様式の代表例となっている。
亡命に前後する時期にシェーンベルク流儀の十二音技法に転向。歌劇《カール5世 (Karl V)》（1930－1933年、出版1938年）は、後期様式の典型である十二音技法が完全に用いられた最初の作品である（史上初の全編十二音技法を用いた本格的な歌劇でもある。この時点でシェーンベルクは1幕の《今日から明日まで》しか手掛けていなかった）。渡米後、とりわけ第二次世界大戦後は、電子音楽や偶然性の音楽にもとりくんだ。
このようにクルシェネクの作風は、生涯を通じて（特に彼が同時代を代表する作曲家として認知されていた前期の作品を中心に見た場合）変化に富む。ヨーロッパ時代はヒンデミットに私淑し、「実用音楽」というその理念に共鳴したにもかかわらず、新ウィーン楽派に鞍替えしてからはテオドール・アドルノとともにヒンデミットを論難するようになった。このように作曲家・音楽美学者としてのクルシェネクは、伝統から前衛の間で揺れ動いた。
指揮者のミトロプーロスから「聴衆が君を忘れたのは、君が聴衆を忘れているからだ」と批判された。しかしながらクルシェネクの作品は、新しい作曲技法を用いた後期作品においてさえ、自然な抒情性や愉悦感が保たれている。
後期作品のそのような特色を端的に示す例として、無伴奏混声合唱曲集《預言者エレミアの哀歌 (Lamentatio Jeremiae Prophetae)》作品93（1941年)や、グレン・グールドの演奏で名高い《ピアノ・ソナタ第3番》がある。とはいえ後者について作曲者自身は、グールドがプロコフィエフ作品のような「ヴィルトゥオーゾ作品」と解釈していると非難し、正統的な解釈を後世に残すべく、ピアニストのジェフリー・ダグラス・マッジに託して、その録音を監修した。ピアノソナタ第7番はジェフリー・ダグラス・マッジのための書き下ろしであった。
《ジョニーは演奏する》、《カール5世》などの多くのオペラの台本や、《オーストリア・アルプスからの旅日記》、トータル・セリエリスムを用いたソプラノと8楽器のための《セスティーナ》作品161（1957年）などの声楽曲の詞は彼自身の手になる。

## 評論
日本ではドイツ語による、アドルノとの往復書簡集やマーラー論が知られているにすぎないが、英語による著作業でも活躍し、現代音楽論（原題 Music Here and Now 、1939年）やオケゲム論（1953年）といった論文のほか、回想録「自作を語る」（原題： Horizons Circled: Reflections on my Music 、1974年、Univ of California Press出版、ISBN 0520023382）を上梓した。シェーンベルクやアドルノに比べて、若くして亡命したため、速やかに英語に習熟し、その表現力にはグレン・グールドが折り紙を付けたほどである。

## 日本楽壇との関係
ウィーン時代の橋本國彦が師事している。2005年2月4日において、ヴァージニア・ウェアリング国際ピアノ・コンクールの一部門として行われた、エルンスト・クレネク・コンクールの最終審査で、杉山直子が2位に入賞した。チェリストの水谷川優子（みやがわ・ゆうこ、近衛秀麿の孫）は、ヨーロッパ留学時代からクルシェネク作品に傾倒し、その作品を公開演奏において積極的にとり上げている。ハープ協奏曲とハープ・ソナタは、吉野直子の十八番のひとつである。

## 主要作品一覧

### 舞台作品

#### 歌劇
- 影を跳び越えて Der Sprung über den Schatten 作品17 (1923; UA 1924)
- オルフェウスとエウリュディケー Orpheus und Eurydike 作品21 (1923; UA 1926)
- ジョニーは弾き始める Jonny spielt auf 作品45 (1925-26; UA 1927)
- 独裁者 Der Diktator 作品49 (1926; UA 1928)
- 秘密の王国 作品50 Das geheime Königreich (1926-27; UA 1928)
- ヘビー級、または国家の栄光 作品55 Schwergewicht, oder Die Ehre der Nation (1926-27; UA 1928)
- オレストの生涯 作品60 Leben des Orest (1928-29; UA 1930)
- カール5世 作品73 Karl V (1930-33; UA 1938)
- ケファルスとプロクリウス 作品77 Cefalo e Procri (1933-34; UA 1934)
- Tarquin op.90 (1940; UA 1950)
- What Price Confidence? (Vertrauenssache) op.111 (1945-46; UA 1960)
- 暗い水流 Dark Waters (Dunkle Wasser) op.125 (1950; UA 1950)
- パラス･アテネは泣く Pallas Athene weint op.144 (1952-55; UA 1955)
- 鐘つき塔 The Bell Tower (Der Glockenturm) op.153 (1955-56; UA 1957)
- Ausgerechnet und verspielt op.179 (1961; UA 1962)
- Der goldene Bock (Chrysomallos) op.186 (1963; UA 1964)
- Der Zauberspiegel. Fernsehoper op.192 (1966; UA 1967)
- Sardakai oder Das kommt davon op.206 (1967-69; UA 1970)

#### バレエ
- Mammon op.37 (1925)
- Der vertauschte Cupido op.38 (1925)
- Eight Column Line op.85 (1939)

### 管弦楽曲

#### 交響曲
- 第1番 作品7 (1921)
- 第2番 作品12 (1922)
- 第3番 作品16 (1922)
- 管楽器と打楽器のための交響曲 作品34 Symphonie pour instruments à vent et batterie (1924-25)
- 小交響曲 作品58 (1928)
- 第4番 作品113 (1947)
- 第5番 作品119 (1949)
- 交響曲《パラス・アテネ》 作品137 (1954)
- 弦楽のためのシンフォニエッタ「ブラジル風」作品131 (1952)

#### 協奏的作品
- 室内オーケストラのための《コンチェルティーノ》作品27 Concertino (1924)
- ヴァイオリン協奏曲 第1番 作品29
- チェンバロとオルガン、室内オーケストラのための小協奏曲 作品88
- チェロ協奏曲 第1番 作品113
- ヴァイオリンとピアノ、小オーケストラのための二重協奏曲 作品124
- ハープと室内オーケストラのための協奏曲 作品126
- ヴァイオリン協奏曲 第2番 作品140
- チェロと管弦楽のためのカプリッチョ 第1番 作品145
- チェロ協奏曲 第1番 作品236
- オルガンと弦楽合奏のための協奏曲 作品230
- オルガン協奏曲 作品235
- ピアノ協奏曲（全4曲）

#### その他の管弦楽曲
- 管弦楽のためのポプリ　作品54
- 管弦楽のための11の透明画　作品142 (1954)
- 交響的スケッチ「鎖、円、鏡」　作品160 (1957)
- 時間的問題 Quaestio Temporis 作品170 (1959)

### 吹奏楽曲
- 3つの愉快な行進曲 Drei lustige Märsche （ドナウエッシンゲンにて1926年初演)
- 組曲「1955年」 Suite 1955
- 夢の続き 作品224 Dream Sequence (1975)

### 声楽曲

#### 合唱曲
- 混声合唱のための《四季》 Die Jahreszeiten op. 35, for mixed choir
- Ich singe wieder wenn es tagt op. 151 (1955 / 1956) for mixed choir with string orchestra or string quartet

#### 歌曲
- 三つの歌曲 作品56　3 Gesängen (1927)
- 連作歌曲集《オーストリア・アルプスからの旅日記》　作品62 Reisebuch aus den österreichischen Alpen (1929)
- 連作歌曲集《夜を抜けて》作品67 Durch die Nacht (1930 / 1931)
- 連作歌曲集《後の世の歌》作品71 Gesänge des späten Jahres

#### その他の声楽曲
- Zwingburg. Szenische Kantate op.14 (1922; UA 1924)
- 小夜鳴き鶯 Die Nachtigall, op. 68, für Koloratursopran und Ensemble (1927)
- アリア《ステラの独白》 op. 57a Monolog der Stella (1928)
- Feiertagskantate, op. 221 (1975)

### 室内楽曲

#### 弦楽三重奏曲
- 弦楽三重奏曲 作品118
- 弦楽三重奏のための「バッハを讃えて」Parvula Corona Musicalis: ad honorem Johannis Sebastiani Bach 作品122
- 12の音高による弦楽三重奏曲 作品237

#### 弦楽四重奏曲
- 第1番 作品6
- 第2番 作品8
- 第3番 作品20
- 第4番 作品24
- 第5番 変ホ長調 作品65
- 第6番 作品78
- 第7番 作品96
- 第8番 作品233

#### ソナタ
- ピアノ・ソナタ
  - 第1番 変ホ長調 作品2
  - 第2番 作品59
  - 第3番 作品92-4 *
  - 第4番 作品114
  - 第5番 作品121
  - 第6番 作品128
  - 第7番 作品240
    - ジェフリー・ダグラス・マッジに献呈。弦の内部奏法を用いている
- ヴァイオリン・ソナタ
  - 第1番 嬰ヘ短調 作品3
  - 第2番 作品99
  - 無伴奏ヴァイオリンのためのソナタ第1番 作品33
  - 無伴奏ヴァイオリンのためのソナタ第2番 作品115
- ハープ・ソナタ 作品150

#### その他の器楽曲
- クラリネット四重奏のためのセレナーデ 作品4
- 無伴奏チェロのための組曲 作品84
- 無伴奏チェロのための練習曲 作品184a/b
- オーボエとピアノのための4つの小品（ハインツ・ホリガーの委嘱）
- *作品92の残りの楽曲は、ヴィオラ独奏曲やオルガン独奏曲である。